# مقاطعة ترينيتي (كاليفورنيا)
مقاطعة ترينيتي (بالإنجليزية: Trinity County)‏ هي إحدى مقاطعات ولاية كاليفورنيا في الولايات المتحدة الأمريكية.